# Atac per la força bruta

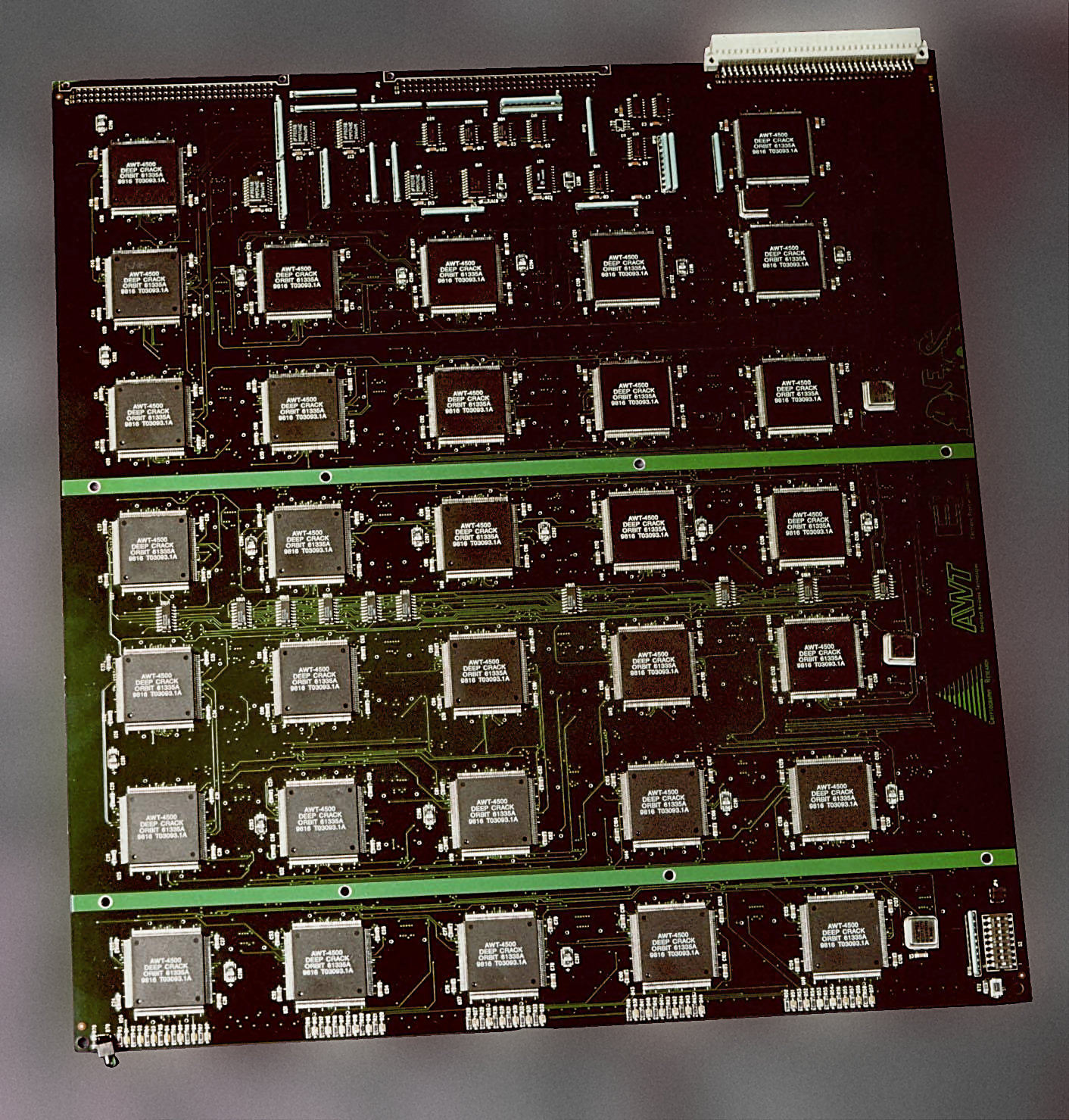
La DES Cracking Machine construïda per la EFF a un cost de USD 250.000 conté més de 1800 xips especialment dissenyats i pot trencar per força bruta una clau DES en qüestió de dies - la fotografia mostra una targeta de circuit imprès DES Cracker que conté diversos xips Deep Crack.

En criptografia, s'anomena atac de força bruta a la forma de recuperar una clau provant totes les combinacions possibles fins a trobar la que permet l'accés.
En altres paraules, defineix al procediment pel qual a partir del coneixement de l'algoritme de xifrat emprat i d'un parell text clar/text xifrat, es realitza el xifrat (respectivament, desxifrat) d'un els membres del parell amb cadascuna de les possibles combinacions de clau, fins a obtenir l'altre membre del parell. L'esforç requerit perquè la recerca sigui reeixida amb probabilitat millor que alhora serà {\displaystyle 2^{n-1}} operacions, on {\displaystyle n} és la longitud de la clau (també conegut com l'espai de claus).
Un altre factor determinant en el cost de realitzar un atac de força bruta és els jocs de caràcters que es poden utilitzar en la clau. Contrasenyes que només utilitzen dígits numèrics seran més fàcils de desxifrar que aquelles que inclouen altres caràcters com lletres, així com les que estan compostes per menys caràcters seran també més fàcils de desxifrar, la complexitat imposada per la quantitat de caràcters en una contrasenya és logarítmica.
Els atacs per força bruta, ja que utilitzen el mètode de prova i error, són molt costosos en temps computacional. La força bruta se sol combinar amb un atac de diccionari.